# Robert Golob
Robert Golob, född 23 januari 1967 i Šempeter pri Gorici, är en slovensk politiker som sedan 1 juni 2022 är Sloveniens premiärminister.

## Biografi
Robert Golob är sedan 1994 disputerad inom elektroteknik vid Ljubljanas universitet. Efter sina studier var han via Fulbrightprogrammet postdoktor vid Georgia Institute of Technology i Atlanta. Han var medgrundare till det statliga energibolaget GEN Energija 2004 och dess styrelseordförande till 2021. 

## Politisk bana
Golob var statssekreterare vid finansdepartementet i Janez Drnovšek regering mellan 1999 och 2000. År 2002 valdes han till Nova Goricas kommunfullmäktige där han blev kvar till 2022. Han gick med i partiet Positiva Slovenien 2011, men efter interna stridigheter mellan grundaren och partiledaren Zoran Janković och dåvarande premiärministern Alenka Bratušek anslöt Golob till den senares nybildade parti Förbundet Alenka Bratušek. Efter partiets svaga valresultat i 2014 års parlamentsval lämnade han den nationella politiken för den kommunala. Han blev dock kvar i partiet fram till 2022. När hans mandatperiod som styrelseordförande för GEN Energija löpte ut 2021 beslöt han sig för att ge sig in i rikspolitiken igen.
I januari 2022 tog han över det utomparlamentariska partiet Gröna Aktionspartiet, döpte om det till Gibanje Svoboda (sv. Frihetsrörelsen) och ställde upp i Parlamentsvalet i Slovenien 2022, där partiet vann 41 platser av 90 i Sloveniens nationalförsamling. Han bildade en koalitionsregering med Socialdemokraterna och Vänsterpartiet och valdes den 25 maj till premiärminister. Han tillträdde formellt den 1 juni 2022.

## Privatliv
Robert Golob var gift med Jana Nemec Golob i över trettio år. De fick tre barn tillsammans. Sedan 2022 är han i en relation med influeraren Tina Gaber.